# Victor Nessmann
Victor Édouard Nessmann, född 17 september 1900 i Strasbourg, Bas-Rhin, död 5 januari 1944 i Limoges, Haute-Vienne, var en fransk läkare och motståndskämpe. År 1924 var han den första läkaren som gick med Albert Schweitzer i Lambaréné i Gabon. Under andra världskriget ledde han den hemliga armén i Sarlatsektorn (Dordogne). Han greps av Gestapo och dog efter tortyr..